# Procephalothrix adriatica
Procephalothrix adriatica är en djurart som tillhör fylumet slemmaskar, och som beskrevs av Senz 1993. Procephalothrix adriatica ingår i släktet Procephalothrix och familjen Cephalothricidae. Inga underarter finns listade i Catalogue of Life.